# Adrien Barrot
Pour les articles homonymes, voir Barrot.
Adrien Barrot est un philosophe et essayiste français.

## Biographie
Né en 1967[réf. souhaitée], il est ancien élève de l'École Normale Supérieure (Ulm, 1988[réf. souhaitée]).
Agrégé de philosophie (1992[réf. souhaitée]), il a enseigné la philosophie en classes de Terminale dans les lycées de la région parisienne[réf. souhaitée], pour ensuite professer à l'Université de Paris XII-Créteil[réf. souhaitée]. Il a été conseiller de rédaction à la revue Les Temps modernes de 2007 à  2012[réf. souhaitée].
Depuis 2011[réf. souhaitée], il est conseiller de la direction création et image chez Hermès International.

## Ouvrages
- Adrien Barrot, L'enseignement mis à mort. Éditions Librio, 2000, 88 pages.
- Adrien Barrot, Si c'est un juif. Réflexions sur la mort d’Ilan Halimi. Éditions Michalon, Paris, 2007.

### Chapitres d'ouvrage
- « Leo Strauss et la question juive: in a nutshell», in Jean-Pierre Delange (ed.) « Lectures de Leo Strauss ». Dijon, Éditions du CRDP-Auvergne-Bourgogne. 1999, 95 pages. Pages 59-67.
- Adrien Barrot, « La Critique de l'historicisme », in Laurent Jaffro, Leo Strauss, art d'écrire, politique, philosophie : texte de 1941 et études, Vrin, 2001, 322 p.  (ISBN 2711614697)